# Ctenus fungifer
Ctenus fungifer är en spindelart som beskrevs av Tord Tamerlan Teodor Thorell 1890. Ctenus fungifer ingår i släktet Ctenus och familjen Ctenidae. Inga underarter finns listade i Catalogue of Life.